# Parigi-Camembert 1999
La Parigi-Camembert 1999, sessantesima edizione della corsa e valida come evento del circuito UCI categoria 1.2, si svolse il 6 aprile 1999, per un percorso totale di 208 km. Fu vinta dall'italiano Fabiano Fontanelli, al traguardo con il tempo di 5h30'14" alla media di 37,791 km/h.
Partenza con 143 ciclisti, dei quali 95 portarono a termine la gara.

## Ordine d'arrivo (Top 10)
| Pos. | Corridore          | Squadra         | Tempo    |
| ---- | ------------------ | --------------- | -------- |
| 1    | Fabiano Fontanelli | Mercatone Uno   | 4h43'17" |
| 2    | Max van Heeswijk   | Mapei           | a 17"    |
| 3    | David Moncoutié    | Cofidis         | s.t.     |
| 4    | Laurent Roux       | Casino          | s.t.     |
| 5    | Raimondas Rumšas   | Mroz            | s.t.     |
| 6    | Christopher Jenner | Crédit Agricole | s.t.     |
| 7    | Flavio Zandarin    | Riso Scotti     | s.t.     |
| 8    | Biagio Conte       | Liquigas        | s.t.     |
| 9    | Daniele Contrini   | Liquigas        | s.t.     |
| 10   | Andrej Hauptman    | Vini Caldirola  | s.t.     |